# Pastorale (Ramses Shaffy en Liesbeth List)
Pastorale is een duet tussen Ramses Shaffy en Liesbeth List. Ze worden begeleid door een orkest onder leiding van Bert Paige, die het lied ook produceerde. De tekst van het lied is geschreven door Lennaert Nijgh op muziek van Boudewijn de Groot. Pastorale is het titelnummer van Lists LP Pastorale uit 1968. In september 1969 werd het nummer op single uitgebracht.

## Inhoud
De tekst van het lied beschrijft een gesprek tussen de zon (Shaffy) en de Aarde, in de vorm van een kind aan het strand (List). Shaffy is als zon arrogant (Kometen, manen en planeten, alles draait om mij /.../ Geen leven dat ik niet begon) en vurig. List is het kind, dat het liefst steeds volledig door de zon beschenen wil worden ('k Wil liever branden neem me mee, wanneer je vanavond gaat slapen in zee) en het donker verfoeit (De nacht is te koud, de maan te grijs).

## Achtergrond
Nijgh schreef het nummer in de psychedelische sfeer van de jaren 60 en als een parodie op de mystieke sfeer van Mozarts De Toverfluit. Hij liet zich inspireren door de verhouding tussen Shaffy en de dames die op hem verliefd werden. Wolkentorens is een term die Nijgh aan Shakespeare ontleende.

## Hitnoteringen
De plaat werd een grote hit in Nederland en België (Vlaanderen).
In Nederland stond de plaat veertien weken genoteerd in de Nederlandse Top 40 op Radio Veronica en twaalf weken in de destijds nieuwe publieke hitlijst de Hilversum 3 Top 30 op Hilversum 3. In beide hitlijsten bereikte de plaat de 3e positie. 
In België bereikte de plaat de 7e positie in de voorloper van de Vlaamse Ultratop 50. In Wallonië werd géén notering behaald.
Sinds de allereerste editie in december 1999, staat de plaat onafgebroken genoteerd in de jaarlijkse NPO Radio 2 Top 2000 van de Nederlandse publieke radiozender NPO Radio 2, met als hoogste notering een 6e positie in 2009.
Op 2 mei 2008 won het Vlaamse duo Nicole & Hugo, dat namens België meedeed aan het Eurovisiesongfestival 1973, met dit lied de finale van de derde reeks van Zo is er maar één, een liedjeswedstrijd op één. Het duo won eveneens de Radio 2 Zomerhit 2008.
In de serie 't Vrije Schaep (2009) was Pastorale een van de liedjes die gezongen werden door Pierre Bokma en Loes Luca.
Op 15 oktober 2016 hebben de luisteraars van de Vlaamse publieke radiozender Radio 2 en de Nederlandse publieke radiozender NPO Radio 5 "Pastorale" verkozen tot het mooiste nummer van "De Lage Landen". Sindsdien staat dit nummer steeds in de top 10 van de Lage Landenlijst. Enkel Mia van Gorki kan dit evenaren, evenwel zonder ooit op 1 gestaan te hebben.

### Nederlandse Top 40
| Pastorale in de Nederlandse Top 40 - binnen 27-09-1969 | Pastorale in de Nederlandse Top 40 - binnen 27-09-1969 | Pastorale in de Nederlandse Top 40 - binnen 27-09-1969 | Pastorale in de Nederlandse Top 40 - binnen 27-09-1969 | Pastorale in de Nederlandse Top 40 - binnen 27-09-1969 | Pastorale in de Nederlandse Top 40 - binnen 27-09-1969 | Pastorale in de Nederlandse Top 40 - binnen 27-09-1969 | Pastorale in de Nederlandse Top 40 - binnen 27-09-1969 | Pastorale in de Nederlandse Top 40 - binnen 27-09-1969 | Pastorale in de Nederlandse Top 40 - binnen 27-09-1969 | Pastorale in de Nederlandse Top 40 - binnen 27-09-1969 | Pastorale in de Nederlandse Top 40 - binnen 27-09-1969 | Pastorale in de Nederlandse Top 40 - binnen 27-09-1969 | Pastorale in de Nederlandse Top 40 - binnen 27-09-1969 | Pastorale in de Nederlandse Top 40 - binnen 27-09-1969 | Pastorale in de Nederlandse Top 40 - binnen 27-09-1969 |
| Week                                                   | 1                                                      | 2                                                      | 3                                                      | 4                                                      | 5                                                      | 6                                                      | 7                                                      | 8                                                      | 9                                                      | 10                                                     | 11                                                     | 12                                                     | 13                                                     | 14                                                     |                                                        |
| ------------------------------------------------------ | ------------------------------------------------------ | ------------------------------------------------------ | ------------------------------------------------------ | ------------------------------------------------------ | ------------------------------------------------------ | ------------------------------------------------------ | ------------------------------------------------------ | ------------------------------------------------------ | ------------------------------------------------------ | ------------------------------------------------------ | ------------------------------------------------------ | ------------------------------------------------------ | ------------------------------------------------------ | ------------------------------------------------------ | ------------------------------------------------------ |
| Nummer                                                 | 39                                                     | 14                                                     | 7                                                      | 4                                                      | 3                                                      | 3                                                      | 3                                                      | 4                                                      | 4                                                      | 8                                                      | 13                                                     | 17                                                     | 24                                                     | 29                                                     | uit                                                    |

### Hilversum 3 Top 30
| Pastorale in de Hilversum 3 Top 30 - binnen 27-09-1969 | Pastorale in de Hilversum 3 Top 30 - binnen 27-09-1969 | Pastorale in de Hilversum 3 Top 30 - binnen 27-09-1969 | Pastorale in de Hilversum 3 Top 30 - binnen 27-09-1969 | Pastorale in de Hilversum 3 Top 30 - binnen 27-09-1969 | Pastorale in de Hilversum 3 Top 30 - binnen 27-09-1969 | Pastorale in de Hilversum 3 Top 30 - binnen 27-09-1969 | Pastorale in de Hilversum 3 Top 30 - binnen 27-09-1969 | Pastorale in de Hilversum 3 Top 30 - binnen 27-09-1969 | Pastorale in de Hilversum 3 Top 30 - binnen 27-09-1969 | Pastorale in de Hilversum 3 Top 30 - binnen 27-09-1969 | Pastorale in de Hilversum 3 Top 30 - binnen 27-09-1969 | Pastorale in de Hilversum 3 Top 30 - binnen 27-09-1969 | Pastorale in de Hilversum 3 Top 30 - binnen 27-09-1969 |
| Week                                                   | 1                                                      | 2                                                      | 3                                                      | 4                                                      | 5                                                      | 6                                                      | 7                                                      | 8                                                      | 9                                                      | 10                                                     | 11                                                     | 12                                                     |                                                        |
| ------------------------------------------------------ | ------------------------------------------------------ | ------------------------------------------------------ | ------------------------------------------------------ | ------------------------------------------------------ | ------------------------------------------------------ | ------------------------------------------------------ | ------------------------------------------------------ | ------------------------------------------------------ | ------------------------------------------------------ | ------------------------------------------------------ | ------------------------------------------------------ | ------------------------------------------------------ | ------------------------------------------------------ |
| Nummer                                                 | 29                                                     | 9                                                      | 3                                                      | 3                                                      | 5                                                      | 4                                                      | 4                                                      | 8                                                      | 8                                                      | 12                                                     | 16                                                     | 25                                                     | uit                                                    |

### NPO Radio 2 Top 2000
| Nummer met noteringen in de NPO Radio 2 Top 2000 | '99 | '00 | '01 | '02 | '03 | '04 | '05 | '06 | '07 | '08 | '09 | '10 | '11 | '12 | '13 | '14 | '15 | '16 | '17 | '18 | '19 | '20 | '21 | '22 | '23 | '24 |
| ------------------------------------------------ | --- | --- | --- | --- | --- | --- | --- | --- | --- | --- | --- | --- | --- | --- | --- | --- | --- | --- | --- | --- | --- | --- | --- | --- | --- | --- |
| Pastorale                                        | 80  | 119 | 58  | 40  | 51  | 43  | 33  | 24  | 51  | 40  | 6   | 21  | 27  | 46  | 42  | 47  | 71  | 69  | 86  | 106 | 73  | 73  | 60  | 91  | 96  | 94  |

1. ↑  Een vetgedrukt getal geeft de hoogste notering aan.

### Evergreen Top 1000
| Pastorale in de Evergreen Top 1000 | Pastorale in de Evergreen Top 1000 | Pastorale in de Evergreen Top 1000 | Pastorale in de Evergreen Top 1000 | Pastorale in de Evergreen Top 1000 | Pastorale in de Evergreen Top 1000 | Pastorale in de Evergreen Top 1000 | Pastorale in de Evergreen Top 1000 | Pastorale in de Evergreen Top 1000 | Pastorale in de Evergreen Top 1000 | Pastorale in de Evergreen Top 1000 | Pastorale in de Evergreen Top 1000 | Pastorale in de Evergreen Top 1000 | Pastorale in de Evergreen Top 1000 | Pastorale in de Evergreen Top 1000 | Pastorale in de Evergreen Top 1000 | Pastorale in de Evergreen Top 1000 |
| Jaar                               | 2008                               | 2009                               | 2010                               | 2011                               | 2012                               | 2013                               | 2014                               | 2015                               | 2016                               | 2017                               | 2018                               | 2019                               | 2020                               | 2021                               | 2022                               | 2023                               |
| ---------------------------------- | ---------------------------------- | ---------------------------------- | ---------------------------------- | ---------------------------------- | ---------------------------------- | ---------------------------------- | ---------------------------------- | ---------------------------------- | ---------------------------------- | ---------------------------------- | ---------------------------------- | ---------------------------------- | ---------------------------------- | ---------------------------------- | ---------------------------------- | ---------------------------------- |
| Positie                            | 80                                 | 47                                 | 49                                 | 49                                 | 41                                 | 25                                 | 34                                 | 32                                 | 18                                 | 19                                 | 19                                 | 14                                 | 12                                 | 14                                 | 11                                 | 14                                 |

Alles wat ademt · Avond · De nachtwacht · Élégie prénatale · Het Land van Maas en Waal · Ik doe wat ik doe · Jan Klaassen de trompetter · Liefde van later · Malle Babbe · Prikkebeen · Pastorale · Strand · Testament · Verdronken vlinder · Welterusten mijnheer de president